# The Advocate (Louisiane)
Pour les articles homonymes, voir The Advocate (homonymie).
The Advocate est un quotidien fondé en 1909 à Baton Rouge par Charles P. Manship et James Edmonds.

## Histoire
En 1909, Charles P. Manship et James Edmonds créent Capital City Press et fondent The Advocate. Il succède au Democratic Advocate fondé en 1842 pour s'opposer aux candidats du Parti whig, devenu The Weekly Advocate, The Baton Rouge Times puis The States-Times.
En 1912, Manship rachète les parts d'Edmonds. En 1925, il crée le quotidien Morning Advocate couvrant la région de Baton Rouge tandis que le Star-Times se consacre à l'actualité de la ville. Le journal reste dirigé par la famille Manship jusqu'à sa vente en 2013. Son nouveau propriétaire est le millionnaire John Georges, candidat malheureux à la mairie de La Nouvelle-Orléans et au poste de gouverneur.
En 2012, la diffusion du journal s'étend à La Nouvelle-Orléans alors que le journal historique de la ville, The Times-Picayune, réduit sa diffusion. Sept ans plus tard, The Advocate rachète son principal concurrent en Louisiane, licenciant une grande partie des employés du Times-Picayune,.

## Distinctions
En 2019, The Advocate remporte le prix Pulitzer du reportage local, le premier prix Pulitzer de son histoire, grâce aux articles de ses journalistes de La Nouvelle-Orléans sur le système judiciaire de Louisiane qui permet alors — en raison d'une loi de l'ère Jim Crow — de condamner sans unanimité au sein d'un jury populaire. Après ces articles, les électeurs approuvent une modification de la constitution pour imposer l'unanimité des jurys,.